# Goldtrompete

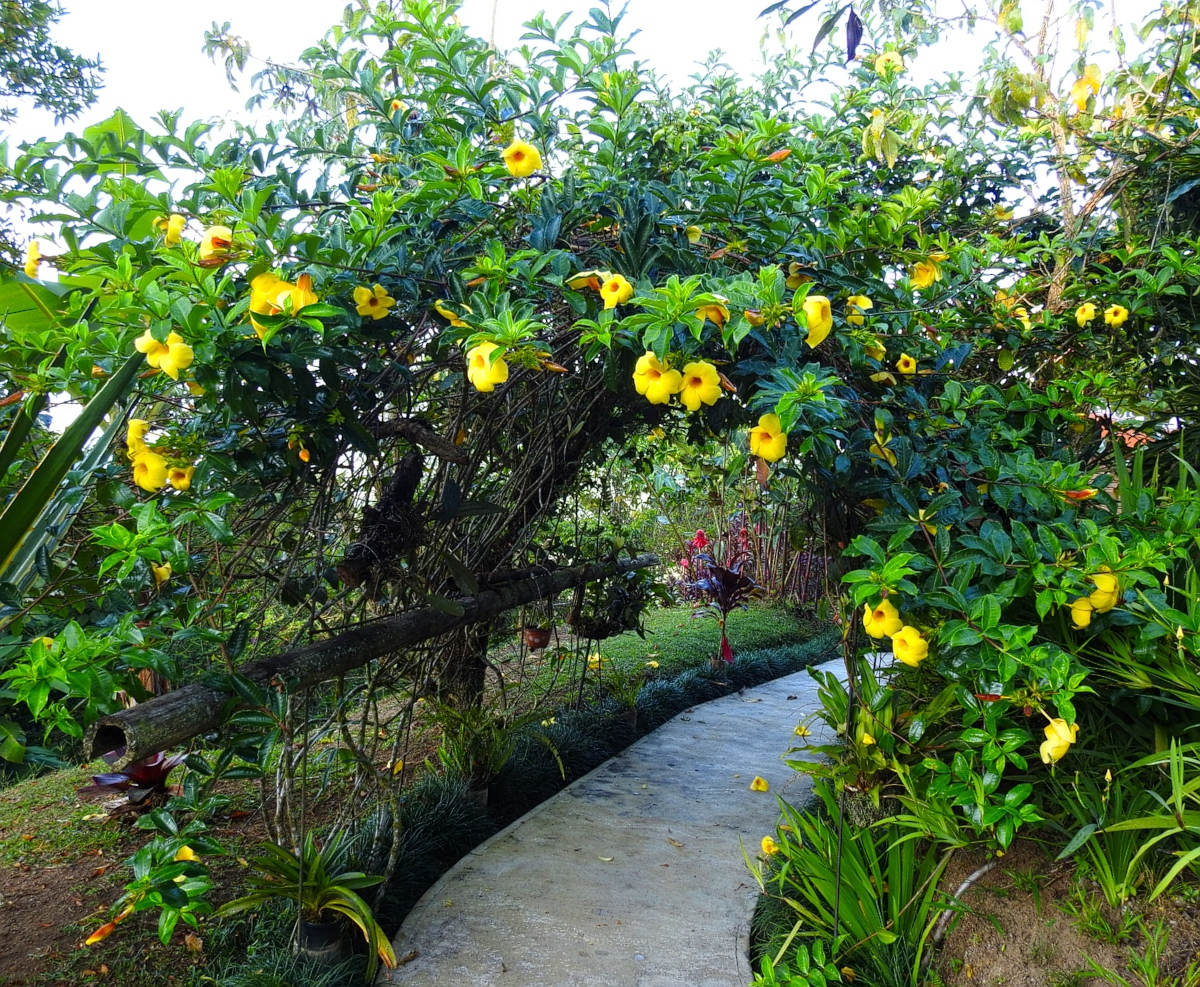
Goldtrompe als Zierpflanze

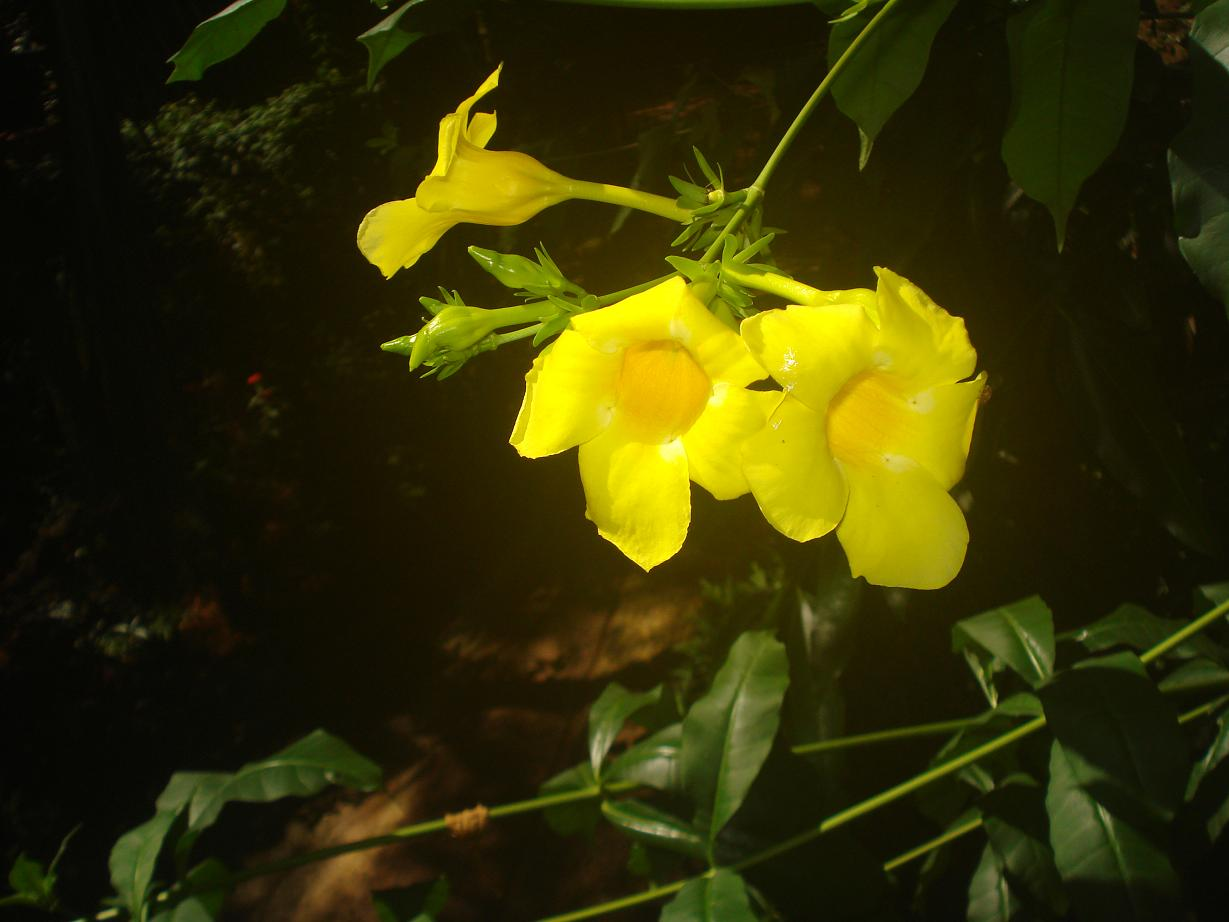
Blütenstand

Die Goldtrompete (Allamanda cathartica) ist eine als Kletterstrauch oder Liane wachsende Pflanzenart aus der Familie der Hundsgiftgewächse (Apocynaceae). Sie stammt ursprünglich aus dem tropischen Amerika, wird aber weit über ihr ursprüngliches Verbreitungsgebiet hinaus als Zierpflanze kultiviert.
Sie ist nicht zu verwechseln mit dem Goldtrompetenbaum oder dem Gewöhnlichen Trompetenbaum.

## Beschreibung

### Vegetative Merkmale
Die Goldtrompete wächst als ein immergrüner, bis 2 Meter hoher Strauch oder als Liane bis zu 6 Meter hoch. Die Pflanze führt einen weißen Milchsaft. Die im Querschnitt runden Zweige sind in der Jugend flaumig behaart und verkahlen später. Sie sind zum Teil unverholzt und können kletternd eine Länge von mehr als 2 Metern erreichen.
Die 2–7 mm lang gestielten Laubblätter stehen in der Regel in (3–)4(–5)-zähligen Quirlen, seltener an den oberen Zweigen auch gegen- oder wechselständig. Zwischen den Ansatzstellen der Blattstiele sind kleine, aber deutliche drüsige Emergenzen (Kolleteren) vorhanden. Nebenblätter fehlen. Die einfachen und ungeteilten, fiedernervigen Blattspreiten sind ledrig. Sie sind ganzrandig, elliptisch bis lanzettlich oder verkehrt-eiförmig bis -eilanzettlich, seltener eiförmig, (3–)6–15(–16,5) cm lang und (1,5–)2,5–5(–7) cm breit. Die Spreiten sind vorne zugespitzt bis geschwänzt und besitzen einen stumpfen bis keilförmigen Grund. Sie sind oberseits glänzend und kahl, unterseits matt und kahl oder auf den Nerven behaart. Es sind 10–15 Paare von Seitennerven vorhanden. Diese verbinden sich zu einem den ganzrandigen Spreitenrand begleitenden Nerv.

### Generative Merkmale
Die Blütenstände sind gestielte, blattachselständige oder endständige, kahle oder flaumig behaarte Zymoide, die aus 1–7(–14) zwittrigen Blüten bestehen. Ihre Stiel sind 0,5–6 cm lang und haben einen Durchmesser von ungefähr 3 mm. Die trockenhäutigen, leicht abfallenden Deckblätter sind eiförmig-lanzettlich und 1–2 mm lang, die Blütenstiele 2–13 mm lang.
Die großen, trichterförmigen und fünfzähligen Blüten sind zwittrig mit doppelter Blütenhülle. Der tief geteilte Kelch besteht aus fünf abspreizenden, oft ungleichen, blattartigen, ungekielten Kelchzipfeln. Diese sind eiförmig bis lanzettlich, (5–)10–12(–22) mm lang, (3–)4–5(–7) mm breit und vorne spitz oder kurz zugespitzt. Sie sind kahl oder an der Außenseite mehr oder weniger flaumhaarig. Im Unterschied zu anderen Arten der Gattung weisen die Kelchzipfel keine Drüsen (Kolleteren) auf. Die gelbe Blütenkrone ist 5–10(–14) cm lang und hat einen Durchmesser von 9–14 cm. Der lange, schlanke, zylindrische untere Teil der Kronröhre ist oben, innen bärtig und (2–)2,8–4,5 cm lang mit einem Durchmesser von 0,4–0,5 cm, der breit-trichterförmige bis glockige obere Teil ist 2,5–5 cm lang und hat am Schlund einen Durchmesser von 2–4,5 cm. Die fünf annähernd gleich großen, flach ausgebreiteten Kronzipfel sind in der Knospe nach links überlappend gedreht (contort). Sie sind gestutzt-verkehrteiförmig bis kreisrund, 2,5–6 cm lang und 2–5,5 cm breit. Die fünf freien Staubblätter besitzen sehr kurze Staubfäden und sind am oberen Ende des schlanken, bärtigen Teils der Kronröhre eingefügt. Die Antheren besitzen zweiteiligen Anhängsel am Grund. Die freien, weder miteinander noch mit der Narbe verklebten Staubbeutel bestehen aus zwei Theken, sind intrors, also mit ihren Pollensäcken zum Blütenzentrum hin gewandt und öffnen sich der Länge nach. Sie sind schmal-länglich, 4–5,5 mm lang und besitzen eine abgerundete Basis. Ihr Konnektiv läuft in einer Spitze aus. Der oberständige, eiförmige, ungefähr 3 mm lange, kahle Fruchtknoten ist am Grund von einem flachen, ringförmigen, etwa 1 mm hohen, unregelmäßig gelappten Nektarium umgeben. Er ist einfächerig, besteht aber aus zwei miteinander verwachsenen Fruchtblättern. Der Fruchtknoten enthält an den beiden parietalen Plazenten zahlreiche Samenanlagen. Der einzelne, schlanke und eingeschlossene Griffel trägt eine kopfig-zylindrische Narbe, mit der er die Staubbeutel erreicht. Der Narbenkopf besitzt am Grund einen zurückgekrümmten Hautsaum und weist an der breit abgerundeten Spitze zwei kurze, stumpfe Lappen auf.

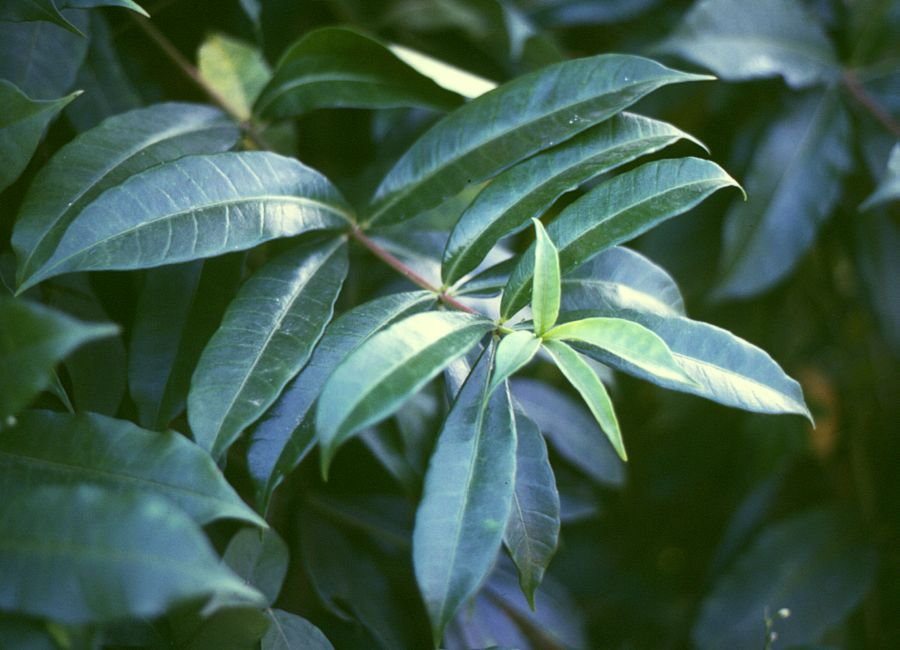
Laubblätter der Goldtrompete
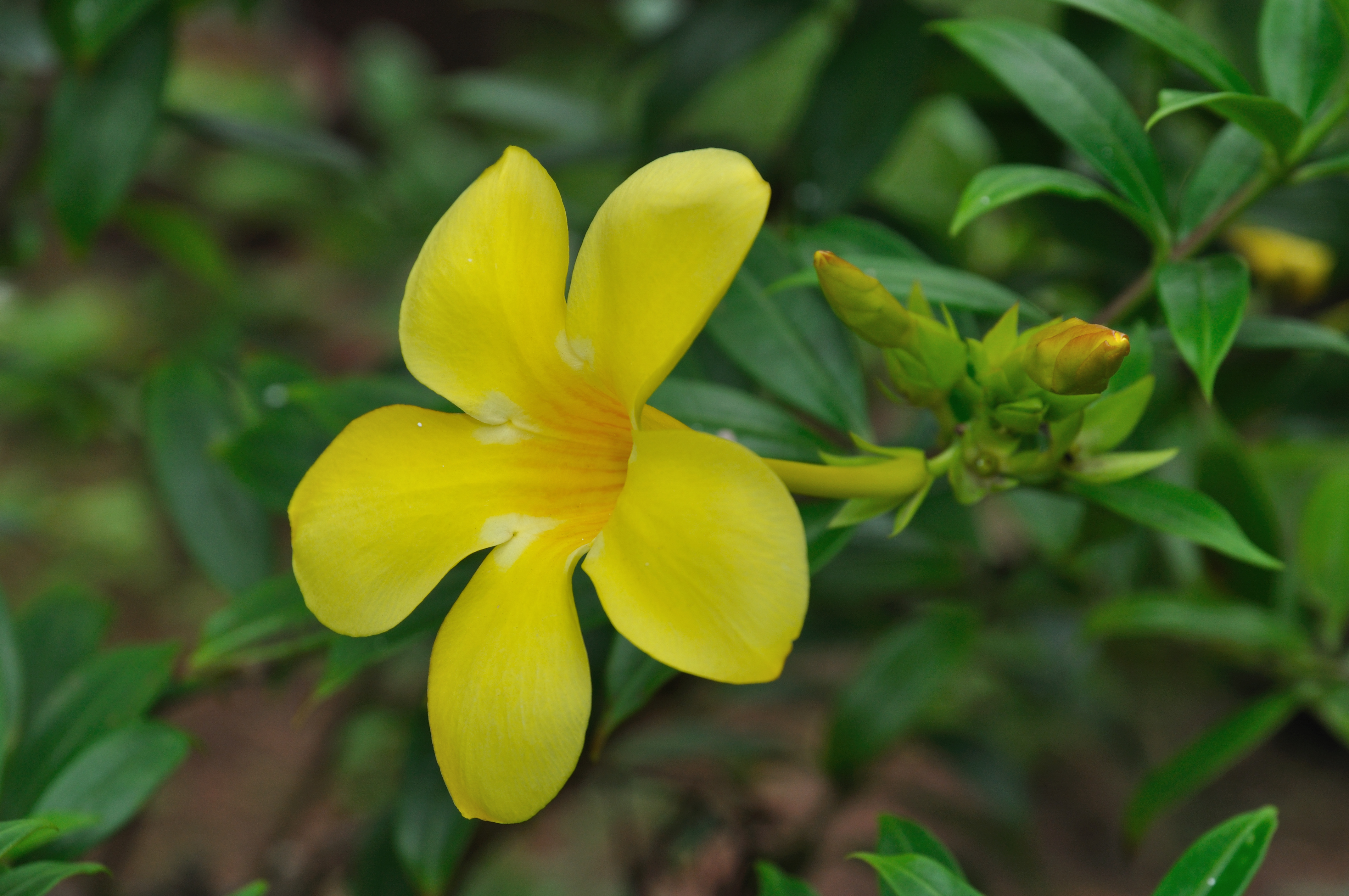
Blüte der Goldtrompete
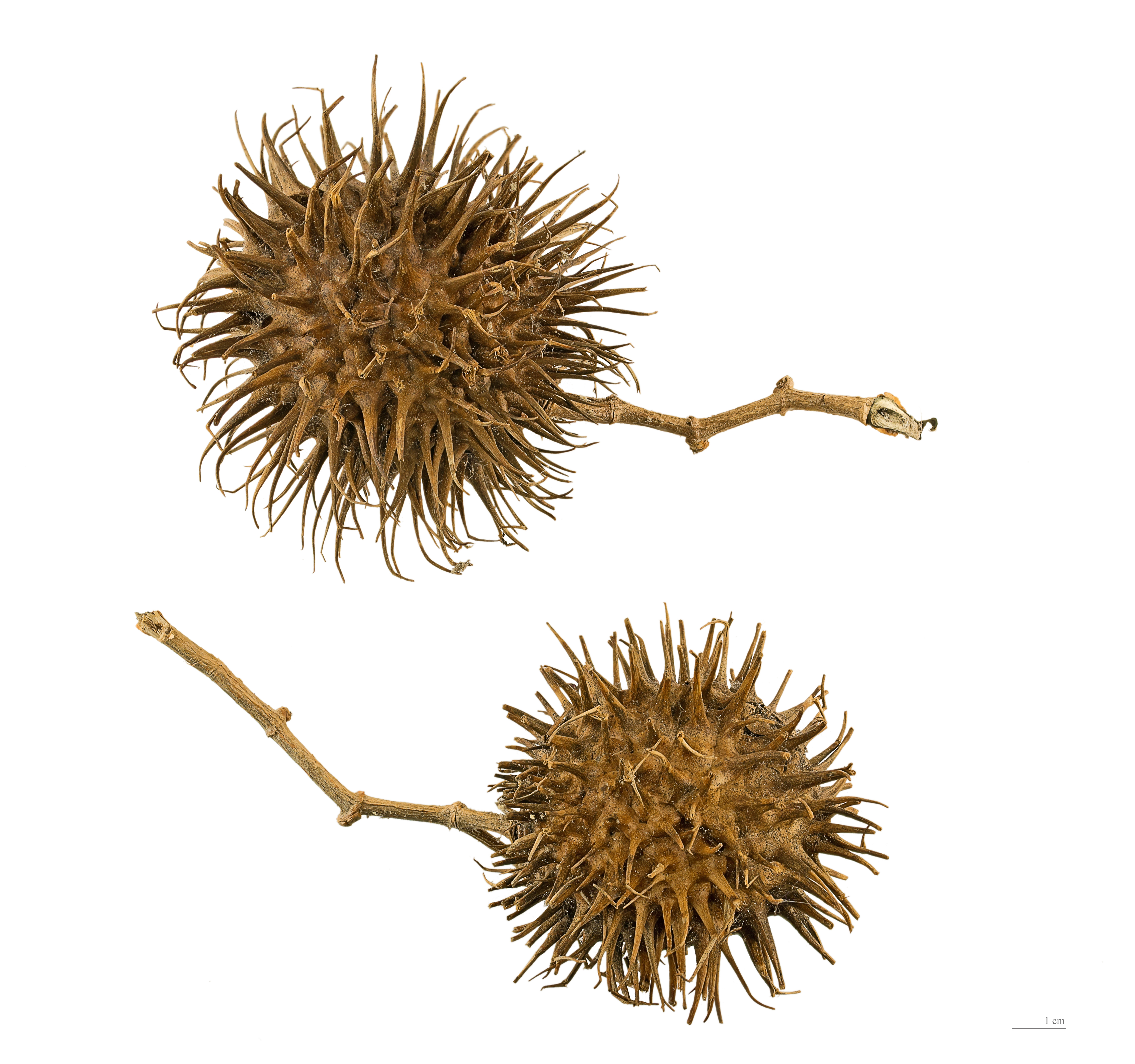
Stachelige Kapselfrüchte der Goldtrompete
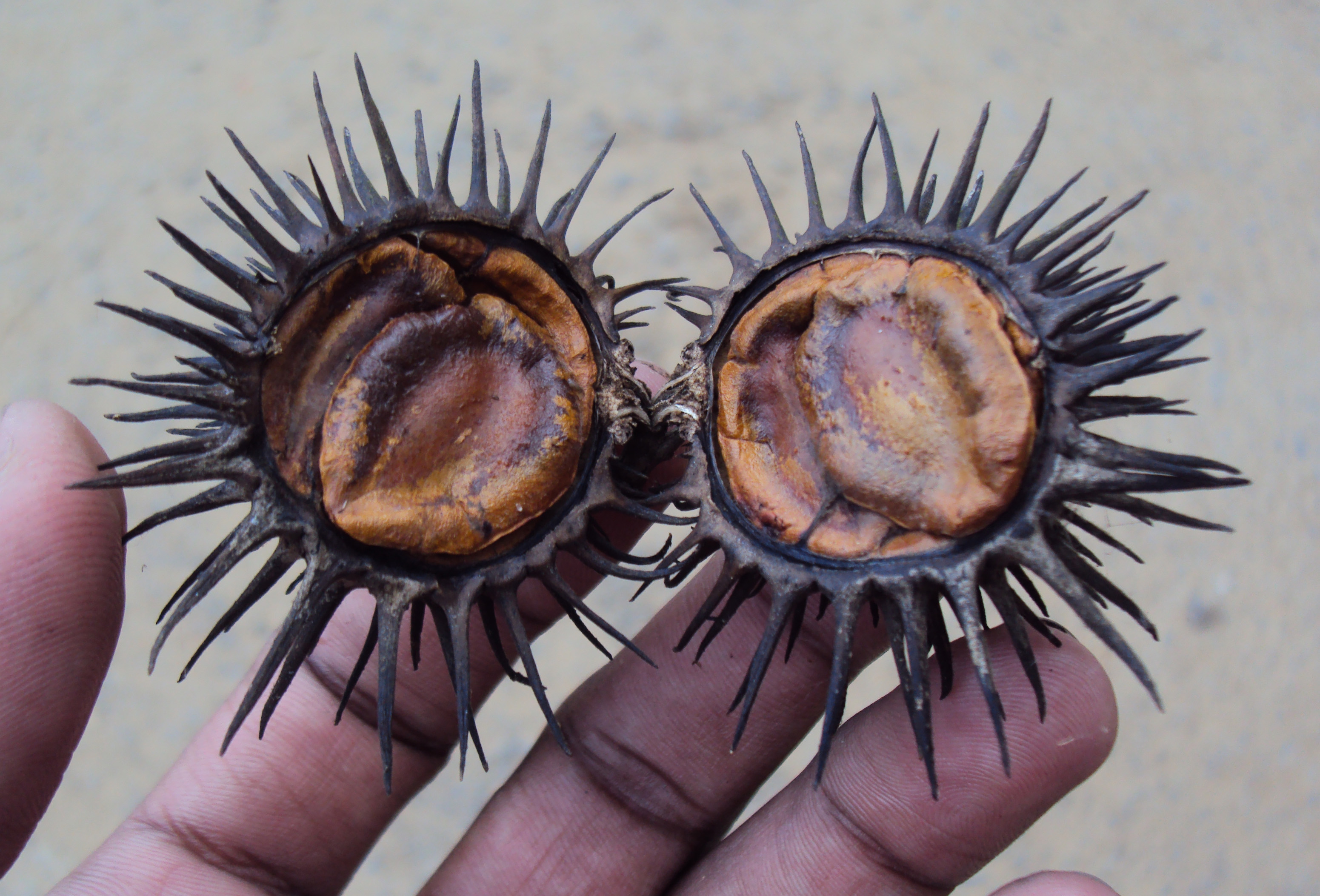
Offene Frucht der Goldtrompete
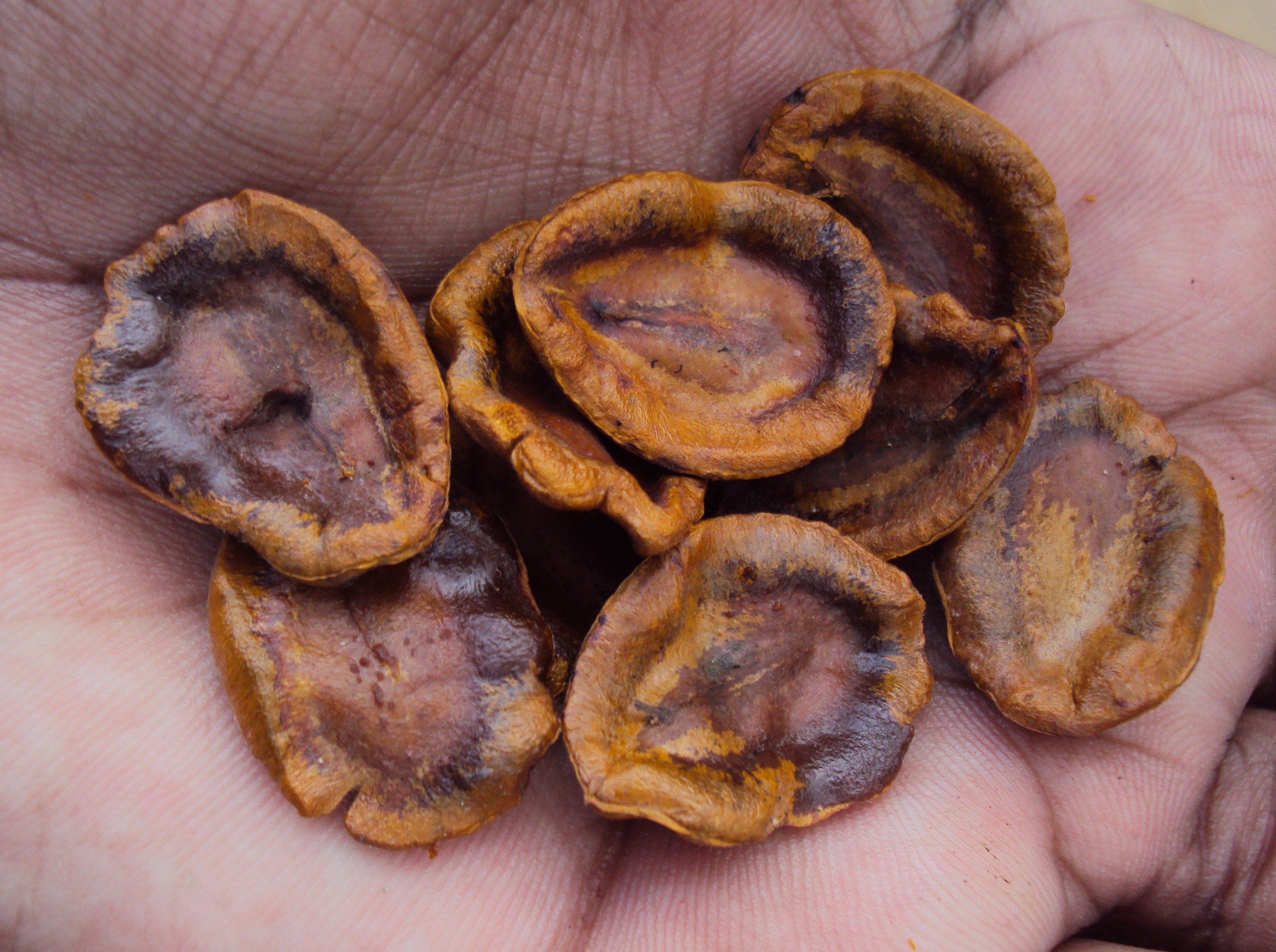
Samen

Die Früchte sind holzige, sich zweiklappig an den Plazenten öffnende, kahle, mit Stacheln besetzte Kapselfrüchte. Sie sind annähernd kugelig bis ellipsoid und etwas seitlich zusammengedrückt, (2–)3–7(–8) cm lang und (2–)3–5 cm breit. Die dünnen, ziemlich weichen, scharf zugespitzten Stacheln sind (4–)10–15(–17) mm lang. Die zahlreichen, flachgedrückt-eiförmigen, trockenen Samen sind in der Kapsel dachziegelig angeordnet und haben einen Durchmesser von (13–)18–24 mm. Sie sind kahl und besitzen einen konzentrischen, steifen Flügel oder Hautrand.
Die Goldtrompete kann das ganze Jahr über blühen und fruchten.

### Chromosomen
Allamanda cathartica hat einen diploiden Chromosomensatz mit 2n = 18.

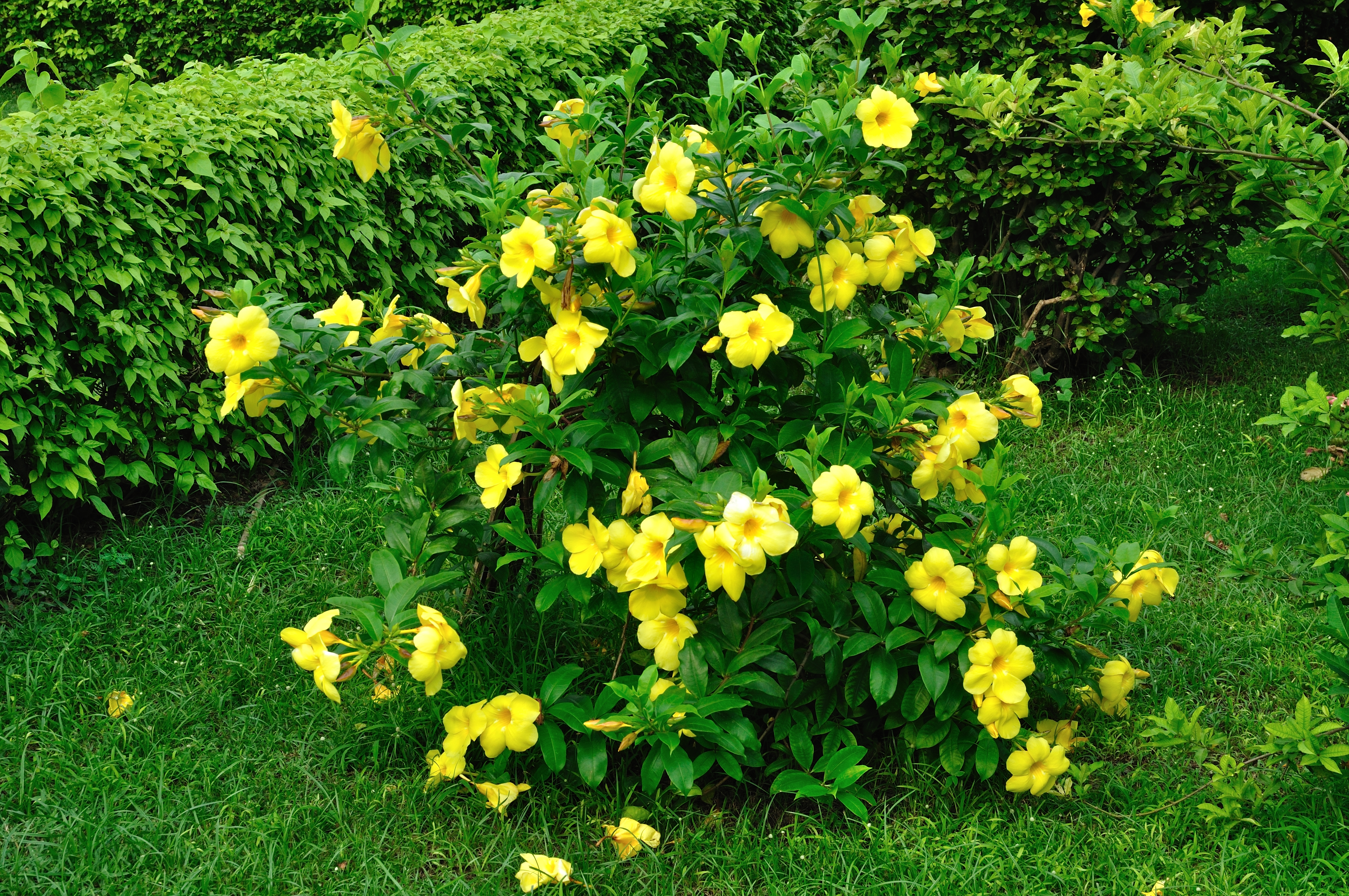
Goldtrompete (Allamanda cathartica)

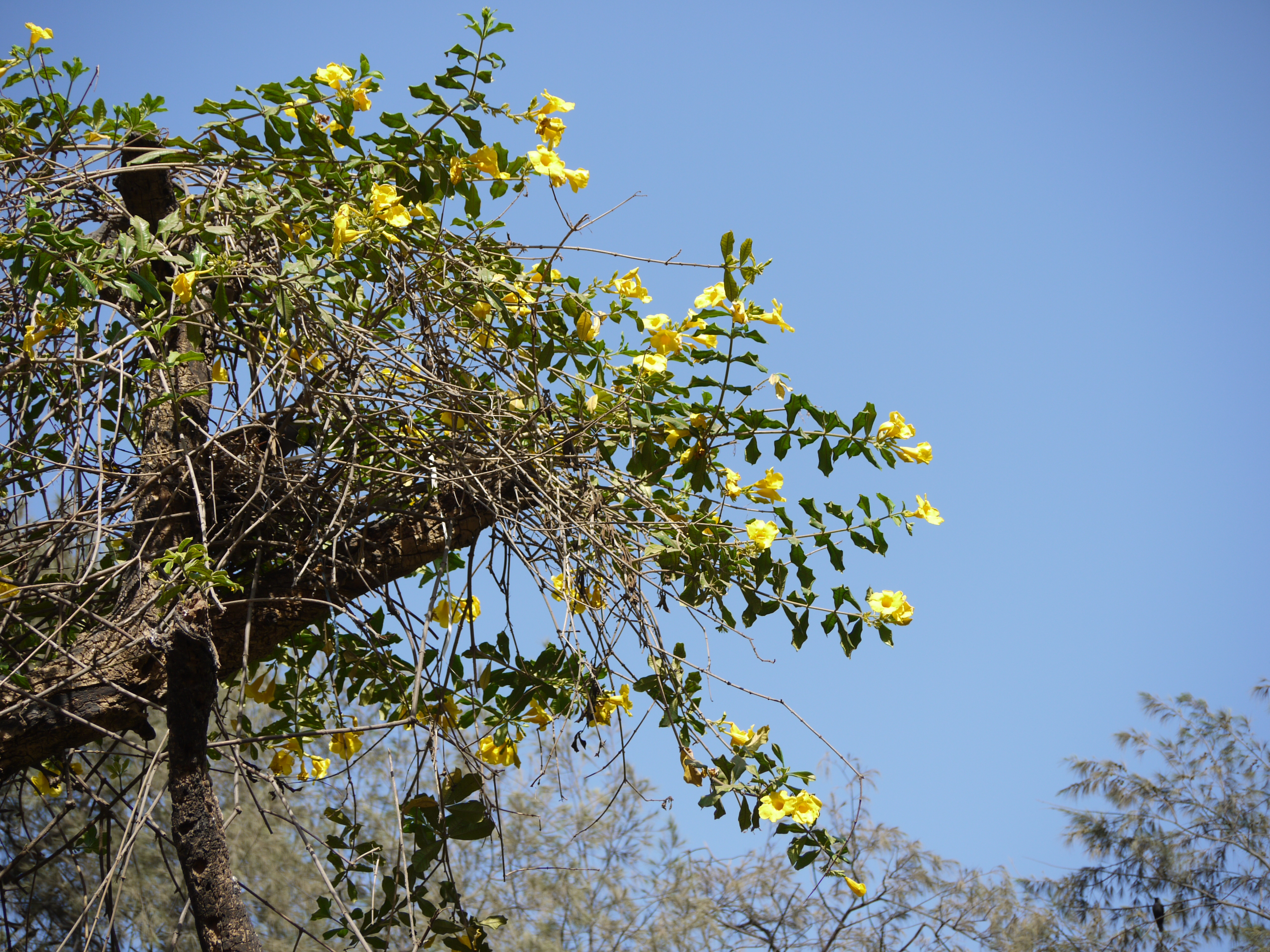
Goldtrompete (Allamanda cathartica)

## Verbreitung und Lebensraum
Da die Goldtrompete in den Tropen und Subtropen weltweit schon seit langer Zeit kultiviert wird und regelmäßig verwildert, ist ihr natürliches Verbreitungsgebiet nicht mehr mit Sicherheit festzustellen. Man nimmt aber an, dass die ursprünglichen Vorkommen im tropischen Südamerika liegen, also etwa im Amazonasbecken und in den Guayana-Staaten, von wo die Art zuerst beschrieben worden ist. Es machen aber zumindest auch die Vorkommen an der karibischen Küste von Costa Rica, Nicaragua, Honduras und Guatemala einen natürlichen Eindruck.
Die Art wächst in tropischen Regenwäldern, vor allem an Ufern von Seen und Wasserläufen, und in regelmäßig überfluteten Sumpfwäldern. Sie besiedelt auch Waldlichtungen und Sekundärvegetation, beispielsweise Waldränder, Weg- und Straßenränder sowie Feuchtgebiete in beweidetem Gelände. Die Vorkommen reichen in Mittelamerika von Meeresniveau bis auf etwa 1500 m Seehöhe, in Südamerika manchmal sogar noch höher hinauf. Der Großteil der Vorkommen liegt aber jedenfalls in den Tieflagen.

## Taxonomie und Systematik
Die Art wurde 1771 durch Carl von Linné beschrieben. Grundlage der Erstbeschreibung war ein unveröffentlichtes, an Linné gesandtes Manuskript des Schweizer Arztes und Botanikers Frédéric-Louis Allamand. Allamanda cathartica ist der Holotypus der im selben Werk beschriebenen Gattung Allamanda. Über die Herkunft der Pflanze schreibt Linné Habitat per totam Guianam, juxta fluvios, also etwa „Sie wächst im gesamten Guayana-Gebiet, entlang von Flüssen.“
Synonyme von Allamanda cathartica L. sind: Allamanda aubletii Pohl, Allamanda chelsonii K.Koch, Allamanda grandiflora (Aubl.) Lam. (= Orelia grandiflora Aubl.), Allamanda hendersonii W.Bull ex Dombrain, Allamanda latifolia C.Presl, Allamanda linnei Pohl, Allamanda salicifolia hort., Allamanda wardleyana Lebas, Allamanda williamsii hort., Echites salicifolius Willd. ex Roem. & Schult. und Echites verticillatus Sessé & Moc.
Allamanda wird innerhalb der Hundsgiftgewächse zur Unterfamilie Rauvolfioideae und zur Tribus Plumerieae gestellt. Mit molekularbiologischen Methoden auf der Grundlage von Sequenzen aus dem Chloroplasten-Genom hat sich Allamanda, repräsentiert durch Allamanda cathartica, mit guter statistischer Absicherung als Schwestertaxon der Gattung Plumeria gezeigt.

## Etymologie
Das Artepitheton cathartica gehört zu spätlat. catharticum (Abführmittel), das sich von altgriechisch καθαρτικός (kathartikós, dt. reinigend) bzw. καθαρός (katharós, dt. rein) ableitet. Es bezieht sich auf die in der Erstbeschreibung mit Berufung auf Frédéric-Louis Allamand erwähnte medizinische Verwendung, wonach ein Aufguss der Blätter bei Bleivergiftung (Colica Pictonum) verwendet worden sei. Der Gattungsname Allamanda ehrt den Schweizer Arzt und Botaniker Jean Frédéric François Louis Allamand (1735- nach 1803), der die Gattung ursprünglich Galarips genannt hatte. Der deutschsprachige Name der Art bezieht sich auf Form und Farbe der Blüten.

## Nutzung
Sorten von Goldtrompeten werden als Zierpflanzen verwendet. Allerdings sind in Mitteleuropa nur Zuchtformen geeignet, die mit der geringen Luftfeuchtigkeit in Wohnungen zurechtkommen. Auch diese benötigen im Sommer viel Sonne, während sie im Winter schattig, jedoch warm stehen müssen.

### Weitere Literatur
- J. F. Morales: Estudios en las Apocynaceae neotropicales XXXIX: Revisión de las Apocynoideae y Rauvolfioideae de Honduras. In: Anales del Jardín Botánico de Madrid. 66, 2009, S. 217–262. doi:10.3989/ajbm.2205.
- J. Pitard: Apocynacées. In: H. Lecomte, H. Humbert, F. Gagnepain (Hrsg.): Flore générale de l'Indo-Chine. Tome 3, Masson, Paris 1933, S. 1087–1262. Allamanda (online).